# Jovianus
Jovianus (tiếng Latin: Augustus Flavius Jovianus; 331-17 tháng 2 năm 364), là Hoàng đế La Mã từ năm 363-364. Sau cái chết của hoàng đế Julianus trong chiến dịch chống lại người Ba Tư, Jovianus đã được tuyên bố một cách vội vàng làm hoàng đế bởi các binh sĩ của ông. Jovianus đã tìm cách lập lại hòa bình với người Ba Tư bằng các điều khoản nhục nhã, và khôi phục Thiên Chúa giáo là tôn giáo chính của đế quốc.

## Vươn tới quyền lực
Jovianus được sinh ra tại Singidunum (nay là Belgrade, Serbia) năm 331, con trai của (Flavius?) Varronianus, chỉ huy cận vệ của hoàng đế Constantius II (comes domesticorum). Ông cũng tham gia lực lượng cận về, và tới năm 363 đã giữ chức vụ mà cha ông đã từng nắm.Ở vị trí này, Jovianus đi theo Hoàng đế La Mã Julianus tham gia chiến dịch Mesopotamia cùng năm chiến đấu chống lại Shapur II, vị vua Sassanid. Sau một cuộc giao tranh nhỏ nhưng có tính quyết định, quân đội La Mã đã buộc phải rút lui bởi vì lực lượng Ba Tư có số lượng vượt trội. Julianus bị tử thương trong giao chiến và qua đời vào ngày 26 tháng 6 năm 363. Ngày hôm sau, sau khi Saturninius Secundus Salutius, trưởng pháp quan của Phương Đông, đã từ chối màu tím, sự lựa chọn của quân đội rơi vào Jovianus.

## Khôi phục Thiên Chúa giáo
Jovianus, một tín đồ Thiên Chúa giáo, đã khôi phục lại Kitô giáo là tôn giáo chính của Đế quốc La Mã kết thúc sự hồi sinh ngắn ngủi của đạo đa thần dưới thời người tiền nhiệm Julianus của ông. Khi đến Antioch, ông thu hồi các sắc lệnh của Julianus chống lại các tín đồ Kitô Labarum của Constantinus Đại đế một lần nữa trở thành biểu tượng của quân đội.
Tuy nhiên, trong năm 363 ông ban hành một sắc lệnh đốt cháy thư viện của Antioch  và một cái khác vào ngày 11 tháng 9 nghiêm cấm sự thờ cúng các vị thần tổ tiên và hình phạt tử hình cho điều đó, và vào ngày 23 tháng 12, ông cũng áp dụng cho việc tham gia vào bất kỳ nghi lễ đa thần giáo nào khác.

## Cai trị
Jovianus tiếp tục việc rút lui bắt đầu bởi Julianus và, ông liên tục bị quấy nhiễu bởi người Ba Tư, ông đã buộc phải ký kết một hiệp ước hòa bình về các điều khoản nhục nhã. Đổi lại sự an toàn của mình, ông đã đồng ý rút khỏi năm tỉnh La mã mà được chinh phục bởi Galerius năm 298, phía đông của sông Tigris, mà Diocletianus đã sáp nhập và cho phép người Ba Tư chiếm pháo đài của Nisibis, Castra Maurorum và Singara. Người La Mã cũng phải giao lại quyền lợi của họ ở Vương quốc Armenia cho người Ba Tư và nhà vua Thiên chúa giáo của Armenia, Arshak II, phải trung lập trong cuộc xung đột trong tương lai giữa hai đế quốc và buộc phải nhượng một phần của vương quốc của mình cho Shapur. Hiệp ước này được coi như một sự ô nhục và khiến cho Jovianus mất sự ủng hộ của dân chúng.
Sau khi đến Antioch, Jovianus đã quyết định vội vàng tới Constantinopolis để củng cố vị thế chính trị của mình ở đó.
Ông mất ngày 17 tháng 2 năm 364 với một triều đại chỉ có tám tháng. Trong thời gian trở về Constantinopolis, Jovianus đã được tìm thấy chết trên giường trong lều của ông tại Dadastana, ở khoảng giữa Ancyra và Nicaea. Cái chết của ông đã được quy cho ăn quá nhiều nấm hoặc nhiễm độc khí carbon monoxide độc hại của một đám cháy than củi.
Jovianus được chôn cất trong nhà thờ của các thánh tông đồ ở Constantinopolis.